# Jamina Roberts
Jamina Caroline Roberts (* 28. Mai 1990 in Göteborg) ist eine schwedische Handballspielerin, die dem Kader der schwedischen Nationalmannschaft angehört.

## Vereinskarriere
Jamina Roberts begann das Handballspielen beim schwedischen Verein IK Sävehof. Ab der Saison 2009/10 gehörte die Rückraumspielerin dem Kader der Damenmannschaft von Sävehof an. Mit Sävehof gewann sie 2010, 2011, 2012, 2013 und 2014 die Meisterschaft. Ab dem Sommer 2014 lief sie für den dänischen Erstligisten Team Tvis Holstebro auf. Mit Holstebro gewann sie 2015 den EHF-Pokal und 2016 den Europapokal der Pokalsieger. Zur Saison 2016/17 kehrte sie wieder zum IK Sävehof zurück. In der Saison 2017/18 stand sie beim ungarischen Verein Érdi VSE unter Vertrag. Daraufhin schloss sie sich dem dänischen Verein Randers HK an. Aufgrund ihrer Schwangerschaft legte sie im Februar 2020 eine Pause ein. Im August 2020 unterschrieb Roberts einen Vertrag bei IK Sävehof, mit dem sie zwei Jahre später die schwedische Meisterschaft gewann. Im Sommer 2022 schloss sie sich dem norwegischen Erstligisten Vipers Kristiansand an. Sie ist Schwedens Handballerin des Jahres 2022. Mit den Vipers gewann sie in den Spielzeiten 2022/23 und 2023/24 die norwegische Meisterschaft, in den Spielzeiten 2022/23 und 2023/24 den norwegischen Pokalwettbewerb sowie in der Spielzeit 2023/24 die EHF Champions League. Nachdem die Vipers im Januar 2025 einen Insolvenzantrag gestellt hatte, schloss sie sich dem dänischen Erstligisten Ikast Håndbold an.

## Auswahlmannschaften
Roberts bestritt bislang 244 Partien für Schweden, in denen sie 641 Treffer erzielte. Die  Europameisterschaft 2010 war ihre erste Turnierteilnahme. Roberts erzielte im Turnierverlauf drei Treffer und gewann die Silbermedaille. Ein Jahr später belegte sie mit Schweden den neunten Platz bei der Weltmeisterschaft 2011 in Brasilien. Im Sommer 2012 nahm sie an den Olympischen Spielen in London teil. Mit Schweden belegte sie den elften Rang. Ebenfalls 2012 gehörte sie dem schwedischen EM-Aufgebot an, das den achten Platz belegte. Bei der Europameisterschaft 2014 gewann sie mit Schweden die Bronzemedaille. Weiterhin nahm sie an den Olympischen Spielen 2016 in Rio de Janeiro, an der Europameisterschaft 2016, an der Weltmeisterschaft 2017, an der Europameisterschaft 2018 sowie an den Olympischen Spielen 2020 in Tokio teil. Beim olympischen Turnier 2020 wurde sie in das All-Star-Team gewählt. Bei der Europameisterschaft 2022 erzielte sie im Spiel um Platz 5 ihr 100. Tor bei Europameisterschaften. Bei der Weltmeisterschaft 2023, in deren Verlauf sie 36 Treffer erzielte, belegte sie mit Schweden den vierten Platz. Auch bei den im darauffolgenden Jahr stattfindenden Olympischen Spielen in Paris belegte sie mit Schweden den vierten Platz.

## Privates
Roberts ist mit dem schwedischen Handballspieler Emil Berggren liiert. Mit Berggren hat sie einen gemeinsamen Sohn. Ihr Vater James ist ein von der karibischen Insel Aruba stammender Bodybuilder, der bei der Weltmeisterschaft 1993 in der Gewichtsklasse Schwergewicht die Bronzemedaille gewann.